# 李春奎
李春奎（1969年4月—），重庆人，汉族，中国共产党党员。中华人民共和国政治人物、第十三届全国人民代表大会重庆市代表。

## 生平
李春奎曾任巫山县委书记。2018年，李春奎被选为重庆市出席第十三届全国人民代表大会代表。
因在脱贫攻坚战中作出突出贡献，2021年2月25日全国脱贫攻坚总结表彰大会上，李春奎被授予“全国脱贫攻坚先进个人”。同年6月29日，中共中央组织部决定授予李春奎“全国优秀县委书记”荣誉称号。2024年6月，他调离九龙坡区，出任重庆市城市管理局党组书记。